# Clarence McKerrow
Clarence »Clary« McKerrow, kanadski igralec lacrossa, * 18. januar 1877, Quebec, Kanada, † 1959.
McKerrow je sodeloval na Poletnih olimpijskih igrah 1908. S kanadsko reprezentanco je osvojil zlato medaljo. 